# Chonuu
Chonuu (jakutisch und russisch Хону́у; auch Chonu) ist ein Dorf (selo) in der Republik Sacha (Jakutien) in Russland mit 2476 Einwohnern (Stand 14. Oktober 2010).

## Geographie
Der Ort liegt gut 800 km Luftlinie nordöstlich der Republikhauptstadt Jakutsk in der Moma-Selennjach-Senke zwischen dem Momagebirge im Nordosten und dem Tscherskigebirge im Südwesten. Er befindet sich bei der Mündung der Moma in die Indigirka, am rechten Ufer.
Chonuu ist Verwaltungszentrum des Ulus Momski. Das Dorf ist Sitz der Landgemeinde (selskoje posselenije) Momski nazionalny nasleg, zu der außerdem das Dorf Suon-Tit (2 km südöstlich) gehört.

## Geschichte
Als Gründungsjahr des Dorfes gilt 1851, als dort eine russisch-orthodoxe Kirche als Siedlungszentrum in dem dünn von Jakuten und Ewenen besiedelten Gebiet errichtet wurde. Seit 1931 ist Chonuu Verwaltungssitz eines Ulus (Rajons) in der heutigen Form.

### Bevölkerungsentwicklung
| Jahr | Einwohner |
| ---- | --------- |
| 1939 | 403       |
| 1959 | 768       |
| 1970 | 1462      |
| 1979 | 2173      |
| 1989 | 3057      |
| 2002 | 2494      |
| 2010 | 2476      |

Anmerkung: Volkszählungsdaten

## Verkehr
Chonuu ist nicht an das feste Straßennetz angeschlossen. Es liegt an einer Winterpiste, die teils auf dem Eis des Flusses der Indigirka ab Ust-Nera abwärts folgt. Eine andere Piste führt in südöstlicher Richtung über gut 200 km durch das Momatal zum Dorf Sassyr. Die Indigirka gilt unterhalb der Stromschnellen beim Durchbruch durch das Tscherskigebirge ab Chonuu wieder als schiffbar.
Am nordöstlichen Ortsrand von Chonuu befindet sich der kleine Flughafen Moma (ICAO-Code UEMA).